# 屋敷貴道
屋敷 貴道（やしき たかみち、1979年7月14日 - ）は、株式会社イニス所属の作曲家・サウンドデザイナー・編曲家。

## 来歴
2003年、株式会社東海サウンド入社。テレビ番組、CM、企業VPなどのサウンドデザイン、楽曲制作、MAなどサウンドプロダクション業務全般に携わる。
2010年、株式会社イニス入社。効果音、楽曲制作から実装、調整まで、サウンドクリエイター業務を幅広く担当している。

## 参加作品

### ゲーム
- 『DEMONS' SCORE』(iOS/Android)
- 『The Black Eyed Peas Experience』(Xbox 360)
- 『The Hip Hop Dance Experience』(Xbox 360/Wii)
- 『Eden to Green』(iOS/Android)
- 他

## その他
CEDEC2013のイベント、『サウンド大喜利! 各社対抗ライブサウンドエフェクト制作』に参加し、総合優勝した。